# Discurso de Richard Nixon de 23 de setembro de 1952

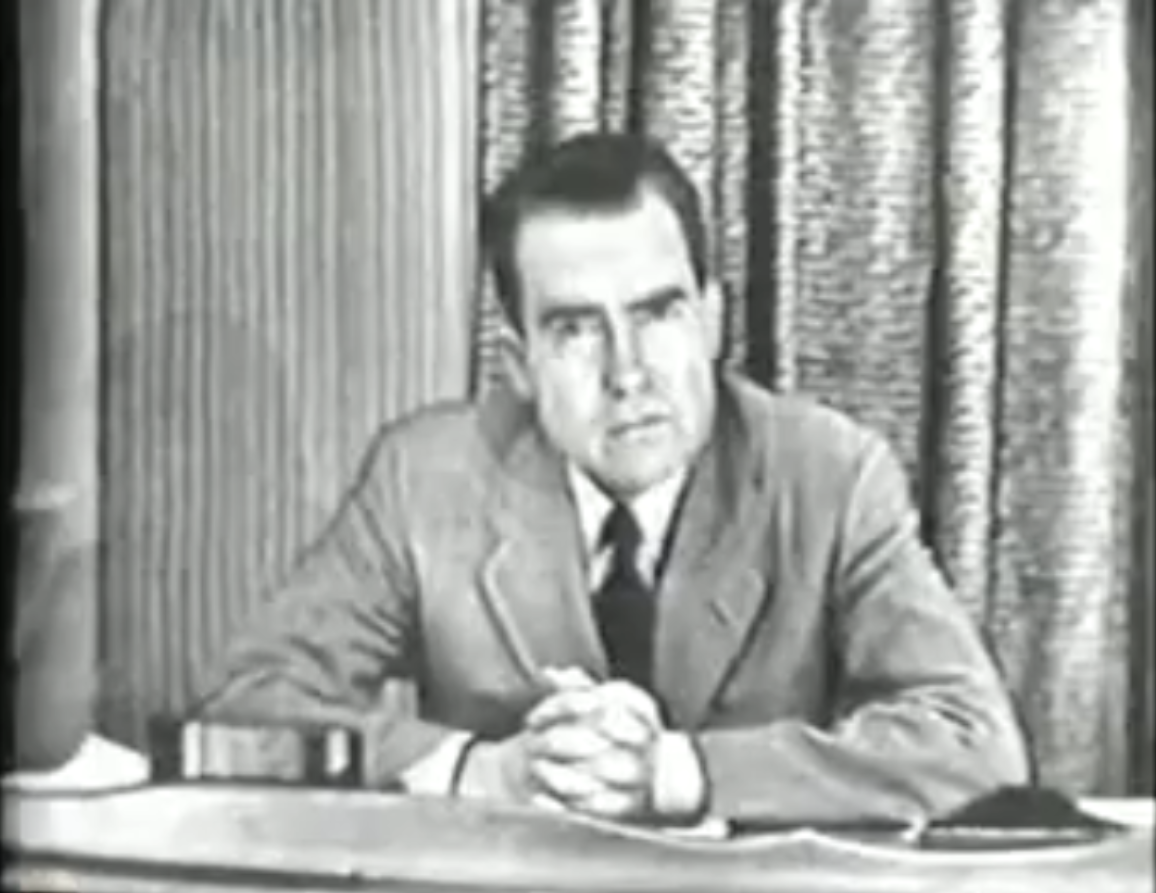
O senador Richard Nixon durante o Checkers speech.

O discurso de Richard Nixon de 23 de setembro de 1952, mais conhecido como o  discurso de Checkers (em inglês: Checkers speech) foi um discurso transmitido em rede nacional de rádio e televisão feito pelo senador dos Estados Unidos e candidato à vice-presidência Richard Nixon. O discurso rejeitava acusações de suborno, propinas e irregularidades relativas ao financiamento de sua campanha. Para tirar as suspeitas contra ele, ele fez esse discurso com duração de meia hora que teve audiência televisiva de 60 milhões de norte-americanos. Durante o discurso, tentando esconder o que é dito sobre as doações que havia recebido, ele admite que ele havia recebido um presente para seus filhos: um cão da raça Cocker Spaniel chamado "Checkers".